# Liste der FFH-Gebiete im Landkreis Amberg-Sulzbach
Die Liste der FFH-Gebiete im Landkreis Amberg-Sulzbach zeigt die Fauna-Flora-Habitat-Gebiete des Oberpfälzer Landkreises Amberg-Sulzbach in Bayern. Teilweise überschneiden sie sich mit bestehenden Natur-, Landschaftsschutz- und EU-Vogelschutzgebieten.
Im Landkreis befinden sich 19 und zum Teil mit anderen Landkreisen überlappende FFH-Gebiete.